# مجید جوهری
مجید جوهری (متولد سال ۱۳۳۹ در محله یوسف‌آباد، تهران)، نامزد حزب لیبرال از منطقه ریچموندهیل بود که توانست در انتخابات اکتبر ۲۰۱۵ و انتخابات سال ۲۰۱۹ و سال ۲۰۲۱ در این منطقه به پیروزی برسد. اصلیت خانواده پدری وی از یزد است. جوهری انتخابات ۲۰۲۵ را به وینسنت هو از حزب محافظه‌کار واگذار کرد.

## زندگی‌نامه
مجید جوهری پس از اتمام دوران دبیرستانش، با ویزای دانشجویی به شهر تورنتو می‌رود و در ابتدا به کالج جورج براون می‌رود و پس از طی دورهٔ فشرده‌ای برای آموختن زبان انگلیسی، پس از آن در رشته علوم پایه، به دانشگاه یورک می‌رود، و سال بعد، برای ادامه تحصیل در رشته ریاضی و کامپیوتر به دانشگاه تورنتو می‌رود. اما او به خاطر علاقه به رشته‌های مهندسی به دانشکده پلی‌تکنیک رایرسون راهی می‌شود و پس از پایان فارغ‌التحصیلی در رشته مهندسی صنایع، MBA را در دانشگاه یورک آغاز می‌کند.

### سابقهٔ زندگی در مناطق مختلف ایران
مجید جوهری تا سال ۲ دبستان تهران زندگی کرده است و بعد به اصفهان رفته و از آنجا به رشت می‌رود و در آنجا زندگی می‌کند و پس از چندی مجدد به تهران بازمی‌گردد. مجید جوهری در نوجوانی به همراه خانواده چندی نیز ساکن کرج می‌شود.

### خاطرات تلخ
مجید جوهری می‌گوید که از تلخ‌ترین خاطراتش خواندن خبر حمله ناو آمریکایی به هواپیمای مسافربری ایران بوده است.

## دیدگاه‌ها
وی معتقد است گفتگو می‌تواند به بهتر شدن زندگی مردم در ایران و همچنین راحت‌تر شدن تجارت ایرانیان ساکن کانادا با ایران کمک کند. وی می‌گوید هم‌حزبی‌های او در حزب لیبرال دوست می‌دارند کانادا مانند گذشته‌ها، به نقش میانجیگری عادلی که داشته است بازگردد.